# Nogometni Klub Steklar
Il Nogometni Klub Steklar era una società calcistica slovena con sede nella città di Rogaška Slatina.
Fondato nel 1945, il club è fallito nel 1999 a causa di problemi economici.
Ha giocato nella serie A Slovena dal 1991 al 1993.

## Stadio
Il club giocava le gare casalinghe allo stadio Slatina che ha una capacità di 1200 posti a sedere.